# Trots
Trots is iemands eergevoel, een menselijke emotie die soms ook met ijdelheid of hoogmoed gepaard kan gaan.

## Nationale trots
In Duitsland wordt nationale trots vaak geassocieerd met het voormalige naziregime. Sterke uitdrukkingen van nationale trots worden daarom niet goed geaccepteerd door veel Duitsers. De goedkoopste trots is de nationale trots volgens de Duitse filosoof Schopenhauer. Tijdens het wereldkampioenschap voetbal in 2006, dat werd gehouden in Duitsland, was een golf van nationale trots merkbaar, sterker dan de jaren ervoor. Hoewel sommigen aarzelden om zulke steun als het hangen van vlaggen uit de ramen te betuigen, werd dit steeds meer naarmate het Duitse elftal verder kwam in het toernooi. Toen de halve finale tegen Italië aanbrak, was de hoeveelheid nationale trots en eenheid op zijn hoogtepunt tijdens het toernooi.

## Trots in religies
Vele belangrijke religies gebruiken 'trots' in de zin van hoogmoed of arrogantie:
- De uitdrukking 'hoogmoed komt voor de val' is een deel van een passage uit het Bijbelboek Spreuken.
- In het christendom staat trots voor het excessieve geloof in het eigen kunnen, zonder hulp van God. Voorbeeld (Psalm 10:4):

De goddeloze, gelijk hij zijn neus omhoog steekt, onderzoekt niet; al zijn gedachten zijn, dat er geen God is
- Volgens de 16e-17e-eeuwse inquisiteur Sebastian Michaelis worden mensen verleid door de trotsheid van de demon Belial, prins der arrogantie.
- In het hindoeïsme is Ravana, een slechte koning vermoord door Rama, bezeten door trots en lust.
- Volgens het taoïsme is trots een menselijke fout.